# K리그2
K리그2(K League 2)는 대한민국의 축구 리그 시스템 중에서 2부 리그의 명칭이다. 원래는 K리그로 명칭이 정해졌지만 대한민국의 프로 축구 리그 전체를 총칭하는 명칭 역시 동일한 K리그로 혼용되어 논란이 일면서, 2013년 3월 11일부터 K리그 챌린지로 변경되었다.
2018년 1월 22일 리그명칭을 기존 K리그 챌린지에서 K리그2로 공식 변경하였다.

## 역사
K리그에서는 2013년 2부 리그인 K리그 챌린지를 출범시키고 승강제를 시행하였다. K리그 클래식에서 강등된 광주 FC와 상주 상무, 내셔널리그에 참가하던 고양 Hi FC, 수원 FC, 충주 험멜, 신생 구단 FC 안양, 챌린저스리그에 참가하던 부천 FC 1995, R리그에 참가하던 경찰 축구단 총 8개 구단이 리그 원년 멤버로 참가하였다.
출범 후 첫 시즌인 2013 시즌에는 K리그 챌린지에서 우승한 팀이 K리그 클래식의 12위 팀과 홈 앤드 어웨이로 승강 플레이오프를 벌여, 승리할 경우 K리그 클래식으로 승격하게 하였다. 하지만 경찰 축구단의 무연고와 법인화가 아직 이루어지지 않아 우승하더라도 승격 자격이 없었다. 이에 따라 경찰 축구단이 우승할 경우 승강 플레이오프를 개최하지 않는다고 규정하여 많은 논란이 일었었으나, 상주 상무의 우승으로 결국 승강 플레이오프가 성사된 데 이어, 상주 상무가 K리그 승강 플레이오프에서 K리그 클래식 12위팀인 강원 FC를 상대로 1승 1패를 기록했지만 다득점에서 앞서 K리그 챌린지 최초의 승격팀이 되었다. 이후 연맹은 2014년부터는 프로 라이센스가 없는 경찰 축구단이 K리그 챌린지에서 우승할 경우 차순위 팀에게 승격과 승강 플레이오프 진출권을 부여하기로 확정함에 따라 논란은 종식시켰다. 한편 경찰 축구단은 2014년 안산시와 연고지 협약을 체결하고 안산 경찰청으로 명칭을 변경하였으며 법인화도 완료하는 등 승격 요건을 갖추었다.
2014 시즌엔 K리그 클래식에서 2개 팀이 추가적으로 강등되어 참가 구단이 10개 구단으로 확대되었다. 또한 본격적으로 승강 플레이오프가 확대 시행되었다. 최종 우승팀은 자동 승격되며, 3위와 4위 팀이 준플레이오프를 치러 이긴 팀이 2위팀과 경기하며 이 경기에서 승리한 팀이 K리그 클래식 11위 팀과의 승강 플레이오프에 진출한다.
2014년 중순 이랜드그룹이 신생 프로축구단 창단을 선언하고 서울 이랜드 FC를 창단하여 2015 시즌부터는 11개 구단 체제로 확대 운영되게 되었다.
2016년 중순 안산시에서 신생 프로축구단 안산 그리너스 FC 창단을 발표한다. 구체적인 창단 계획은 내셔널리그 7회 우승팀인 울산 현대미포조선 돌고래의 선수단을 인수하여 2017 시즌부터 리그에 참가하는 것이다. 안산시와 기존에 연고 협약을 맺어왔던 안산 무궁화는 안산에 새로운 프로축구단이 창단됨에 따라 자연스럽게 2016 시즌을 끝으로 해체된다. 동시에, 안산 무궁화의 모태에 해당한다고 할 수 있는 경찰 축구단은 아산시와 새롭게 연고 협약을 맺고, 아산 무궁화를 창단하는 데 합의한다. 이는 과거 2010년에 광주 FC가 창단됨에 따라 광주 상무는 해체되고, 2011년에 상주 상무가 창단된 것과 마찬가지의 절차라고 할 수 있다. 2017 시즌부터는 안산 그리너스 FC와 아산 무궁화 모두 K리그 챌린지에 참가한다.
반면, 2016 시즌 말미에 고양 자이크로 FC가 한국프로축구연맹에 K리그 탈퇴 희망 공문을 보냈으며 추후에 아마추어 축구단으로 전환할 예정이라고 전해졌다. 고양 자이크로 FC의 K리그 탈퇴는 기정사실로 여겨지고 있으나 최종적인 판단은 2017년 1월 정기 이사회에서 내려질 예정으로 알려졌다. 한편, 2016 시즌을 끝으로 충주 험멜이 연고지 이전을 충주시에 공식적으로 통보했다. 충주 험멜 재정 지원 문제를 둘러싸고 충주시와 험멜 구단 측에서 의견을 계속 조율해왔으나 결국 경기 불황으로 인한 구단 운영이 어려워지면서 험멜 구단 측에서 연고지 유지가 힘들다고 결론을 내린다. 현재 험멜 구단 측에서는 연고지를 천안시로 이전하는 방안을 모색 중인 것으로 알려졌다.
결국, 2017 시즌부터는 안산 그리너스 FC의 창단에 따라 자연스럽게 안산 무궁화가 해체되고, 더불어 아산 무궁화가 창단되어 리그에 새로 참가한다. 기존의 고양 자이크로 FC는 리그 탈퇴를 하였고 충주 험멜은 연고지 이전을 공식적으로 통보하며 해제 되었다. 이로써 2017 시즌 K리그 챌린지는 10구단 체제로 운영된다.
2018시즌 리그명을 K리그 챌린지에서 K리그2로 변경했다. 2021 시즌까지는 10구단 체제로 운영되었으나, 2022 시즌부터는 김포 FC의 가입으로 11구단 체제로 운영된다.
2023년 충북 청주 FC와 천안 시티 FC 두 팀의 K리그2 참가가 이루어지면서 K리그2 참가팀은 13팀으로 K리그1의 참가팀 수를 출범 후 처음으로 앞지르게 되었다.
2025년 화성FC K리그 연맹 승인으로 14개팀으로 확대 후 K리그2 합류 예정.

## 리그 구성

### 리그 방식
2023년 기준 K리그2에 13개의 팀이 소속되어 있다.
정규 라운드 순위 결정 기준
1. 승점
2. 다득점
3. 득실차
4. 다승
5. 승자승
6. 벌점
7. 추첨

최종 순위 결정 기준
1. 준플레이오프와 플레이오프 성적을 반영한다.

### 외국인 선수
2020년 기준 K리그2에서 외국인 선수 제한을 다음과 같이 두고 있다.
- 외국인 필드 플레이어는 최대 4명까지 보유할 수 있다. 단, 4명을 보유할 경우 최소한 그들 중 1명의 국적은 AFC 회원국이어야 한다.
- 외국인 골키퍼는 보유할 수 없다.
- 대한민국에서는 조선민주주의인민공화국을 정식 국가로 인정하지 않기 때문에 조선민주주의인민공화국 국적의 선수는 자국 선수로 간주한다.

## 구단

### K리그2 잔류 시계
| 시즌               | 2013 | 2014 | 2015 | 2016 | 2017 | 2018 | 2019 | 2020 | 2021 | 2022 | 2023 | 2024 | 2025 | 시즌               |
| ------------------ | ---- | ---- | ---- | ---- | ---- | ---- | ---- | ---- | ---- | ---- | ---- | ---- | ---- | ------------------ |
| 광주 FC            | 1    | 2    | K1   | K1   | K1   | 3    | 4    | K1   | K1   | 5    | K1   | K1   | K1   | 광주 FC            |
| 부천 FC 1995       | 1    | 2    | 3    | 4    | 5    | 6    | 7    | 8    | 9    | 10   | 11   | 12   | 13   | 부천 FC 1995       |
| 수원 FC            | 1    | 2    | 3    | K1   | 4    | 5    | 6    | 7    | K1   | K1   | K1   | K1   | K1   | 수원 FC            |
| FC 안양            | 1    | 2    | 3    | 4    | 5    | 6    | 7    | 8    | 9    | 10   | 11   | 12   | K1   | FC 안양            |
| 강원 FC            | K1   | 1    | 2    | 3    | K1   | K1   | K1   | K1   | K1   | K1   | K1   | K1   | K1   | 강원 FC            |
| 대구 FC            | K1   | 1    | 2    | 3    | K1   | K1   | K1   | K1   | K1   | K1   | K1   | K1   | K1   | 대구 FC            |
| 대전 하나 시티즌   | K1   | 1    | K1   | 2    | 3    | 4    | 5    | 6    | 7    | 8    | K1   | K1   | K1   | 대전 하나 시티즌   |
| 경남 FC            | K1   | K1   | 1    | 2    | 3    | K1   | K1   | 4    | 5    | 6    | 7    | 8    | 9    | 경남 FC            |
| 서울 이랜드 FC     | -    | -    | 1    | 2    | 3    | 4    | 5    | 6    | 7    | 8    | 9    | 10   |      | 서울 이랜드 FC     |
| 부산 아이파크      | K1   | K1   | K1   | 1    | 2    | 3    | 4    | K1   | 5    | 6    | 7    | 8    | 9    | 부산 아이파크      |
| 성남 FC            | K1   | K1   | K1   | K1   | 1    | 2    | K1   | K1   | K1   | K1   | 3    | 4    | 5    | 성남 FC            |
| 안산 그리너스 FC   | -    | -    | -    | -    | 1    | 2    | 3    | 4    | 5    | 6    | 7    | 8    | 9    | 안산 그리너스 FC   |
| 전남 드래곤즈      | K1   | K1   | K1   | K1   | K1   | K1   | 1    | 2    | 3    | 4    | 5    | 6    | 7    | 전남 드래곤즈      |
| 제주 SK FC         | K1   | K1   | K1   | K1   | K1   | K1   | K1   | 1    | K1   | K1   | K1   | K1   | K1   | 제주 SK FC         |
| 충남 아산 FC       | -    | -    | -    | -    | -    | -    | -    | 1    | 2    | 3    | 4    | 5    | 6    | 충남 아산 FC       |
| 김천 상무          | -    | -    | -    | -    | -    | -    | -    | -    | 1    | K1   | 2    | K1   | K1   | 김천 상무          |
| 김포 FC            | -    | -    | -    | -    | -    | -    | -    | -    | -    | 1    | 2    | 3    | 4    | 김포 FC            |
| 천안 시티 FC       | -    | -    | -    | -    | -    | -    | -    | -    | -    | -    | 1    | 2    | 3    | 천안 시티 FC       |
| 충북 청주 FC       | -    | -    | -    | -    | -    | -    | -    | -    | -    | -    | 1    | 2    | 3    | 충북 청주 FC       |
| 수원 삼성 블루윙즈 | K1   | K1   | K1   | K1   | K1   | K1   | K1   | K1   | K1   | K1   | K1   | 1    | 2    | 수원 삼성 블루윙즈 |
| 인천 유나이티드    | K1   | K1   | K1   | K1   | K1   | K1   | K1   | K1   | K1   | K1   | K1   | K1   | 1    | 인천 유나이티드    |
| 화성 FC            | -    | -    | -    | -    | -    | -    | -    | -    | -    | -    | -    | -    | 1    | 화성 FC            |
| 고양 자이크로 FC   | 1    | 2    | 3    | 4    | -    | -    | -    | -    | -    | -    | -    | -    | -    | 고양 자이크로 FC   |
| 안산 무궁화        | 1    | 2    | 3    | 4    | -    | -    | -    | -    | -    | -    | -    | -    | -    | 안산 무궁화        |
| 충주 험멜          | 1    | 2    | 3    | 4    | -    | -    | -    | -    | -    | -    | -    | -    | -    | 충주 험멜          |
| 아산 무궁화        | -    | -    | -    | -    | 1    | 2    | 3    | -    | -    | -    | -    | -    | -    | 아산 무궁화        |
| 상주 상무          | 1    | K1   | 2    | K1   | K1   | K1   | K1   | K1   | -    | -    | -    | -    | -    | 상주 상무          |
| 시즌               | 2013 | 2014 | 2015 | 2016 | 2017 | 2018 | 2019 | 2020 | 2021 | 2022 | 2023 | 2024 | 2025 | 시즌               |

### K리그2 총 시즌 수
볼드체는 2025년 K리그2 참가팀.
| 시즌 | 구단                                                  |
| ---- | ----------------------------------------------------- |
| 13   | 부천 FC 1995                                          |
| 12   | FC 안양                                               |
| 11   | 서울 이랜드 FC                                        |
| 9    | 경남 FC, 부산 아이파크, 안산 그리너스                 |
| 8    | 대전 하나 시티즌                                      |
| 7    | 수원 FC, 전남 드래곤즈                                |
| 6    | 충남 아산                                             |
| 5    | 광주 FC, 성남 FC                                      |
| 4    | 고양 자이크로 FC, 안산 무궁화, 충주 험멜, 김포 FC     |
| 3    | 강원 FC, 대구 FC, 아산 무궁화, 천안 시티FC, 충북 청주 |
| 2    | 김천 상무, 상주 상무, 수원삼성 블루윙즈               |
| 1    | 인천 유나이티드, 화성 FC, 제주 SK FC                  |

### 2025 시즌 참가 구단
| 클럽               | 지난 시즌 순위 | 첫 리그 참가 | 총 시즌 | 연고지 | 홈구장             | 수용좌석 |
| ------------------ | -------------- | ------------ | ------- | ------ | ------------------ | -------- |
| 경남 FC            | 12위           | 2015         | 9       | 경남   | 창원축구센터       | 15,074   |
| 김포 FC            | 7위            | 2022         | 4       | 김포   | 김포솔터축구장     | 10,037   |
| 부산 아이파크      | 5위            | 2016         | 9       | 부산   | 구덕운동장         | 12,349   |
| 전남 드래곤즈      | 4위            | 2019         | 7       | 전남   | 광양축구전용구장   | 13,496   |
| 부천 FC 1995       | 8위            | 2013         | 13      | 부천   | 부천종합운동장     | 34,456   |
| 서울 이랜드 FC     | 3위            | 2015         | 11      | 서울   | 목동운동장         | 15,511   |
| 성남 FC            | 13위           | 2017         | 5       | 성남   | 탄천종합운동장     | 16,867   |
| 수원 삼성 블루윙즈 | 6위            | 2024         | 2       | 수원   | 수원 월드컵 경기장 | 44,031   |
| 충남 아산 FC       | 2위            | 2020         | 6       | 아산   | 이순신종합운동장   | 17,376   |
| 인천 유나이티드    | K리그1 12위    | 2025         | 1       | 인천   | 인천축구전용경기장 | 18,282   |
| 안산 그리너스 FC   | 11위           | 2017         | 9       | 안산   | 안산와~스타디움    | 35,000   |
| 화성 FC            | 첫 시즌        | 2025         | 1       | 화성   | 화성종합경기타운   | 35,270   |
|                    | 7              |              |         |        |                    |          |
| 천안 시티 FC       | 9위            | 2023         | 3       | 천안   | 천안종합운동장     | 26,000   |
| 충북 청주 FC       | 10위           | 2023         | 3       | 청주   | 청주종합경기장     | 16,280   |

## 우승

### 시즌별 우승 구단
| #  | 시즌 | 팀수 | 대회 방식           | 우승            | 준우승           |
| -- | ---- | ---- | ------------------- | --------------- | ---------------- |
| 1  | 2013 | 8    | 단일 리그           | 상주 상무       | 경찰 축구단      |
| 2  | 2014 | 10   | 단일 리그 + 승격 PO | 대전 시티즌     | 광주 FC          |
| 3  | 2015 | 11   | 단일 리그 + 승격 PO | 상주 상무       | 수원 FC          |
| 4  | 2016 | 11   | 단일 리그 + 승격 PO | 안산 무궁화     | 대구 FC          |
| 5  | 2017 | 10   | 단일 리그 + 승격 PO | 경남 FC         | 부산 아이파크    |
| 6  | 2018 | 10   | 단일 리그 + 승격 PO | 아산 무궁화     | 성남 FC          |
| 7  | 2019 | 10   | 단일 리그 + 승격 PO | 광주 FC         | 부산 아이파크    |
| 8  | 2020 | 10   | 단일 리그 + 승격 PO | 제주 유나이티드 | 수원 FC          |
| 9  | 2021 | 10   | 단일 리그 + 승격 PO | 김천 상무       | 대전 하나 시티즌 |
| 10 | 2022 | 11   | 단일 리그 + 승격 PO | 광주 FC         | 대전 하나 시티즌 |
| 11 | 2023 | 13   | 단일 리그 + 승격 PO | 김천 상무       | 부산 아이파크    |
| 12 | 2024 | 13   | 단일 리그 + 승격 PO | FC 안양         | 충남 아산 FC     |

### 구단별 우승 횟수
| 구단             | 우승 | 준우승 | 우승 연도  | 준우승 연도      |
| ---------------- | ---- | ------ | ---------- | ---------------- |
| 광주 FC          | 2    | 1      | 2019, 2022 | 2014             |
| 상주 상무        | 2    | 0      | 2013, 2015 |                  |
| 김천 상무        | 2    | 0      | 2021, 2023 | —                |
| 대전 하나 시티즌 | 1    | 2      | 2014       | 2021, 2022       |
| 안산 무궁화      | 1    | 1      | 2016       | 2013             |
| 경남 FC          | 1    | 0      | 2017       | —                |
| 아산 무궁화      | 1    | 0      | 2018       | —                |
| 제주 SK FC       | 1    | 0      | 2020       | —                |
| FC 안양          | 1    | 0      | 2024       | —                |
| 부산 아이파크    | 0    | 3      | —          | 2017, 2019, 2023 |
| 수원 FC          | 0    | 2      | —          | 2015, 2020       |
| 대구 FC          | 0    | 1      | —          | 2016             |
| 성남 FC          | 0    | 1      | —          | 2018             |
| 충남 아산 FC     | 0    | 1      | —          | 2024             |

## 승격
| 시즌 | 구단                      |
| ---- | ------------------------- |
| 2013 | 상주 상무                 |
| 2014 | 대전 시티즌, 광주 FC      |
| 2015 | 상주 상무, 수원 FC        |
| 2016 | 대구 FC, 강원 FC          |
| 2017 | 경남 FC                   |
| 2018 | 성남 FC                   |
| 2019 | 광주 FC, 부산 아이파크    |
| 2020 | 제주 유나이티드, 수원 FC  |
| 2021 | 김천 상무                 |
| 2022 | 광주 FC, 대전 하나 시티즌 |
| 2023 | 김천 상무                 |
| 2024 | FC 안양                   |

## 같이 보기
| 대한민국 축구 리그 시스템 - 1부 K리그1 - 2부 K리그2 - 3부 K3리그 - 4부 K4리그 - 5부 K5리그 - 6부 K6리그 - 7부 K7리그 | 한국프로축구연맹 주관 리그전 - 1군 K리그 (K리그1 ･ K리그2) - 2군 R리그 - 유스 K리그 주니어 주요 컵 대회 - 대륙컵 AFC 챔피언스리그 - 전국선수권 대한민국 FA컵 - 프로선수권 대한민국 리그컵 - 슈퍼컵 대한민국 슈퍼컵 | K리그2 관련 항목 - 대한민국의 축구 2부리그 우승 구단 - K리그 승강 플레이오프 - K리그 올스타전 - FIFA 클럽 월드컵 - 대한민국 축구 국가대표팀 |